# Детская площадка
Детская площадка — место, предназначенное для игры детей, преимущественно дошкольного возраста. Находится в населённом пункте и ограждена от дорог.
Детская площадка — территория, на которой расположены элементы детского уличного игрового оборудования с целью организации содержательного досуга. Игровое оборудование, в свою очередь, представляет собой набор конструктивных сооружений, способствующих физическому и умственному развитию,с учетом индивидуальных особенностей и оказывая при этом благоприятное воздействие на социальную адаптацию ребёнка.
В зависимости от содержания, детские площадки делятся на:
- детская площадка для конкретной возрастной группы (от 3 до 6 лет, от 7 до 12 лет или от 12 до 16 лет);
- универсальная детская площадка, включающая в себя модули для разных возрастов;
- специализированные детские игровые площадки и игротеки для детей и молодежи с ограниченными возможностями развития и специфики задач по детской реабилитации[2].

Площадки для каждой из возрастных категорий имеют свои особенности, и предназначенные для них зоны включают в себя определённые элементы. Для самого младшего возраста — переход по мостику, ступеньки, песочницы; для среднего возраста — канатные сетки и дороги, спиральные спуски, извилистые горки; для старшего возраста — спортивные турники и лестницы. Качели и карусели считаются подходящими для всех возрастов, при условии сопровождения старших для детей младшего возраста.
Все элементы детской площадки должны соответствовать возрасту, росту, весу и физическим возможностям ребёнка. Лучше всего обустраивать детскую площадку в соответствии с требованиями безопасности для игровых элементов, таких как безопасность материалов, максимальная высота свободного падения, зоны безопасности. При проектировании учитывается также освещение и наличие свободного пространства вокруг элементов. Производство детских площадок невозможно без получения сертификата соответствия необходимым ГОСТам.
В странах СНГ, России, на Украине и в Белоруссии обычно во дворе каждого многоквартирного дома устраиваются детские площадки того или иного наполнения.

## История детских площадок в мире, СССР и России
До XIX века в Европе не существовало учреждений, которые бы занимались организацией специального пространства для детских игр и досуга. Дети были предоставлены сами себе, в качестве предметов для игр использовались подручные предметы и хозяйственные отходы. По мере развития педагогики, психологии и культуры начинают появляться первые детские сады. Предположительно, тогда же начали появляться и детские площадки. Одним из первых упоминаний детских площадок в мировой истории является картина художника Жака-Лорана Агаса «Площадка для игр».
В 1910 году в газетах Петербурга появилась первая заметка о детской площадке, открытой на Петроградской стороне представителями монархии, где «дети угощались чаем и булочками».
В начале XX века в Москве под руководством педагога С. Т. Шацкого функционировало общественное движение «Сетлемент» (позже было переименовано в «Детский труд и отдых»), состоящее из представителей столичной интеллигенции (архитекторы, музыканты, педагоги и другие). Оно занималось организацией детского досуга: игровых площадок, клубов, мастерских и учебных курсов. В 1915 году общество получило дотацию от Министерства народного просвещения.
Вопросом досуга московских детей плотно занимался и тульский педагог Г. К. Ремизов. С 1909 года благодаря его инициативе в столичных парках стали массово проводить детские игры: «Волки и овцы», «Гуси и волки», «Третий лишний» и другие. К 1912 году в Москве было 24 площадки для игр.
Всё изменилось при Советской власти, когда с 1917 года, благодаря пропаганде и внедрению системы дошкольного образования членом управы Выборгского района Петрограда, а затем, заместителем наркома народного просвещения Надеждой Константиновной Крупской, оборудованные детские площадки (с обязательно присутствующими там одним или несколькими педагогами, проводящими с детьми занятия) стали создаваться и обустраиваться массово и повсеместно, что связано с развитием всей государственной системы детских садов.
В отдельных случаях детские площадки (или целые «детские городки») создавались архитекторами по индивидуальным проектам. Одним из наиболее известных примеров является детский городок Андерсенград в городе Сосновый Бор Ленинградской области. 
До сих пор советские детские площадки, часто отреставрированные или переоборудованные, сохранились и используются почти во всех городах России и стран СНГ. В русскоязычном сегменте интернета пользуются популярностью подборки фотографий «пугающих» скульптурных композиций с советских детских площадок, собранные по всей России.
В 2012 году в Москве была запущена Государственная программа города Москвы «Жилище», в рамках которой предусматривалось благоустройство придомовых территорий, включая модернизацию детских площадок. Также с осени 2012 года состояние детских площадок (качество и сроки работ) контролируют местные органы самоуправления.
В 2015 году в ходе месячника благоустройства в Москве было отремонтировано более 12 тысяч детских площадок.

## Модернизация детских площадок
В настоящее время городские администрации во многих странах мира привлекают к проектированию и установке детских площадок архитектурные и дизайнерские бюро. В работе над проектами детских площадок участвуют различные специалисты: дизайнеры, архитекторы, педагоги, художники, инженеры и плотники.
Примером такого проекта в России является детская площадка в московском Парке Горького, выполненная датским бюро Monstrum. В центре композиции тонущий лайнер, который утягивает на дно гигантский осьминог. Площадка оборудована такими спортивными элементами, как детские горки и натяжная сетка для лазанья.
Общим требованиям, стандартам и безопасности к игровым площадкам регламентировано ГОСТом 52169-2012.

## Распространённые элементы
- Барабан — представляет собой бочонкообразный предмет на оси, дополненный поручнями. Функционально аналогичен беговой дорожке.
- Грибок — представляет собой деревянный столб с крышей-«шляпкой».
- Качели — сооружение для качания как для забавы или развлечения.
- Качели-балансиры
- Качалки на пружине — приспособление для развлечения и спортивного развития детей, представляющее собой деревянное или пластиковое сиденье, установленное на большой металлической пружине.
- Карусели — оборудование с одним или более посадочным местом (местами), вращающееся вокруг оси, вертикальной или с углом не более 5° от вертикали[15].
- Паучок — представляет собой две лестницы-дуги, расположенные перпендикулярно друг другу. В целом сооружение моделирует купол.
- Песочница — один из объектов на детской площадке: особое место, предназначенное для игр с песком при использовании игрушек.
- Шведская стенка — гимнастический снаряд из вертикальных стоек с поперечными округлыми перекладинами.
- Турники — спортивный снаряд в виде стержня из стали, размещённый на вертикальных стойках и закреплённый при помощи стальных растяжек.
- Кольца — подвижный снаряд, представляющий собой два кольца из недеформируемого материала, подвешенные на высоте на специальных тросах.
- Переходы
- Полоса препятствий — полоса местности оборудованная различными препятствиями и инженерными сооружениями.
- Детская горка — сооружение с гладким наклонным спуском и лесенкой, позволяющей забираться на верхнюю площадку и скатываться вниз.
- Домики и беседки
- Малые архитектурные формы